# Kongresna knjižnica
Kongresna knjižnica (engleski: The Library of Congress) de facto je nacionalna knjižnica Sjedinjenih Američkih Država. Nalazi se u Washingtonu, D. C. Osnovana je 1800. godine kao knjižnica Kongresa Sjedinjenih Američkih Država, kojemu i sada služi kao dokumentacijsko i informacijsko središte. Najveća je knjižnica u svijetu.

## Sadržaj knjižnice
Knjižnica sveukupno sadrži više od 167 milijuna predmeta. Sadrži više od 38 milijuna knjiga i drugog tiskanog materijala, 3,6 milijuna zvučnih zapisa, 14 milijuna fotografija, 5,5 milijuna karata, 8,1 milijuna komada partiture, 70 milijuna rukopisa, 5711 inkunabula i 122.810.430 predmeta koji se nalaze u nerazvrstanim (posebnim) zbirkama.

## Smještaj
Smještena je u trima velikim zgradama, nazvanima prema značajnim američkim predsjednicima: najstarijoj, iz 1897. godine, s monumentalnom glavnom čitaonicom, posvećenoj Thomasu Jeffersonu (engleski: Thomas Jefferson Building), onoj iz 1939. godine, posvećenoj Johnu Adamsu (engleski: John Adams Building), te u najnovijoj, iz 1980. godine, koja nosi ime Jamesa Madisona (engleski: James Madison Memorial Building).
- Zgrade koje čine Kongresnu knjižnicu
- Thomas Jefferson Building i dio John Adams Buildinga (gore desno)
- John Adams Building
- James Madison Memorial Building

## Povijest
Američki predsjednik Thomas Jefferson odobrio je 1802. godine prvi zakon kojim su određene funkcije i uloga Knjižnice. u kolovozu 1814. godine, tijekom Anglo-američkog rata, britanska je vojska zapalila Washington, D. C. U požaru je stradala knjižnica s 3000 knjiga. Početkom 1815. godine, Kongres je kao zamjenu za knjižnicu, otkupio od Thomasa Jeffersona njegovu privatnu knjižnicu. Od 1846. godine, na osnovi Zakona o autorskom pravu iz 1831. godine, Knjižnica je imala pravo na tzv. obvezni primjerak, a promjenom zakona iz 1870. godine omogućen je kontinuirani razvoj zbirke zvane Americana. Kongresna knjižnica danas širom svijeta prikuplja znanstvenu literaturu iz svih područja na više od 450 jezika, pa se može smatrati univerzalnom knjižnicom. Njezin utjecaj velik je na razvoj američkoga i svjetskoga knjižničarstva, posebno putem široko korištene Klasifikacije Kongresne knjižnice (engleski: Library of Congress Classification), Popisa predmetnica Kongresne knjižnice (engleski: Library of Congress Subject Headings) i velikih tiskanih kataloga knjiga, od kojih je najveći bio National Union Catalog u 754 svezaka istraživačko je središte za zaštitu i očuvanje knjižnične građe te jedan od najvećih svjetskih raspačavatelja bibliografskih podataka i proizvoda. Prva je knjižnica koja je omogućila strojno čitljivo katalogiziranje (MARC).

## Vanjske poveznice
- The Library of Congress website
- Library of Congress YouTube channel
- Search the Library of Congress catalog
- Library of Congress photos on Flickr
- Djela Kongresna knjižnica na Projekt Gutenbergu
- Works by or about Kongresna knjižnica at Internet Archive